# Мельник Василь Павлович
Васи́ль Па́влович Ме́льник (17 лютого 1948) — доктор медичних наук, професор, фтизіатр-пульмонолог, академік АНВШ України, заслужений лікар України, завідувач кафедри інфекційних хвороб, фтизіатрії та пульмонології Київського медичного університету Української асоціації народної медицини.

## З життєпису
Василь Мельник був учнем професора Миколи Пилипчука.
Народився в селі Андріяшівка Роменського району Сумської області. Закінчив Одеське медичне училище №3 (1967), працював завідувачем фельдшерсько-акушерського пункту. У 1975 році закінчив Київський медичний інститут ім. О.О. Богомольця (нині — Національний медичний університет імені О. О. Богомольця) і був рекомендований вченою радою для науково-педагогічної роботи. Працював заступником секретаря комітету комсомолу з організаційної роботи Київського медичного інституту, старшим лаборантом, асистентом, доцентом, а з 1990 року — професором кафедри туберкульозу з курсом пульмонології. Кандидат медичних наук (1980), доктор медичних наук (1990), професор (1993). З 1996 року працює в Київському медичному університеті, де організував і очолив кафедру інфекційних хвороб, фтизіатрії та пульмонології.
Основні наукові інтереси: дослідження асоційованих захворювань та станів: туберкульоз та ВІЛ-інфекція, туберкульоз і алкоголізм, туберкульоз та материнство, ризик інфікування та ризик захворювання туберкульозом студентської молоді та дітей; вивчення антимікобактеріальної активності сучасних анбактеріальних препаратів та засобів народної медицини; дослідження ефективності та перенесення дії та впливу нових лікарських препаратів у пульмонології (при пневмонії, бронхіальній астмі, хронічному обструктивному захворюванні легень, бронхіті тощо) та фтизіатрії (при резистентному туберкульозі).↵Автор (співавтор) понад 240 наукових праць, опублікованих у вітчизняних і міжнародних виданнях, 2-х підручників із фтизіатрії та пульмонології, 2-х навчальних посібників для студентів-медиків ВНЗ України, 5-ти медичних рекомендацій, 2-х міжвідомчих інструкцій та стандартів обстеження і лікування хворих, 5-ти авторських свідоцтв та винаходів. 
Підготував 7 кандидатів наук, консультує 2 докторські дисертації.
Член редакційних колегій 2-х профільних, затверджених ВАК України, наукових журналів, член експертної ради ВАК України (1996—2001), член спеціалізованої вченої ради по захисту кандидатських та докторських дисертацій.
Заслужений лікар України (2004), лікар вищої категорії за спеціальністю фтизіатрія і пульмонологія, Посол Миру (Федерація всесвітнього миру, Сеул, 2006).
Заступник академіка-секретаря фундаментальних проблем медицини (з 2010 р.).